# فراجهش (تایپوگرافی)

فراجهش میزانی است که حروف بزرگ به زیر کرسی وسط یا به بالای بلندی کلاه می‌روند و حروف کوچک به زیر کرسی وسط یا به بالای کرسی میانه می‌روند.

در طراحی تایپ‌فیس، فراجهش یک حرف گرد یا نوک‌تیز (مانند O یا A) میزانی است که آن حرف، نسبت به یک حرف «تخت» هم‌اندازه‌اش (مانند X یا H) از بالا یا از پایین امتداد دارد تا از نظر بصری هم‌اندازهٔ یکدیگر باشند. این کار با هدف جبران خطای ادراک بصری انسان انجام می‌گیرد.
در تعریف رسمی، فراجهش به اندازه‌ای اطلاق می‌شود که حروف بزرگ به زیر کرسی وسط یا بالای ارتفاع کلاه می‌رود، یا اندازه‌ای که حروف کوچک به زیر کرسی وسط یا بالای بلندی x می‌رود.